# القنابل الألمانية المضادة للدبابات
الجيش الألماني لم يكن يملك من القنابل التي ترمى وتؤثر بالمدرعات إلا البانزرووفمينا الذي يأتي من فئة خاصة واحدة، بدلا عن ذلك، عندما تكون الدروع المستهدفة سميكة فإن الحل بسيط الذي هو نزل وإزالة مقابض القنابل العصوية المسمى Stielgranate عدة قنابل ثم ربطها معا بمقبض واحد، هذا الجمع لهذه الرؤوس يعرف ويسمى باسم geballte Ladung وهذه القنبلة تستخدم لأغرض عديدة منها تدمير وهدم النقط القوية للعدو أو إعطاب دبابة.

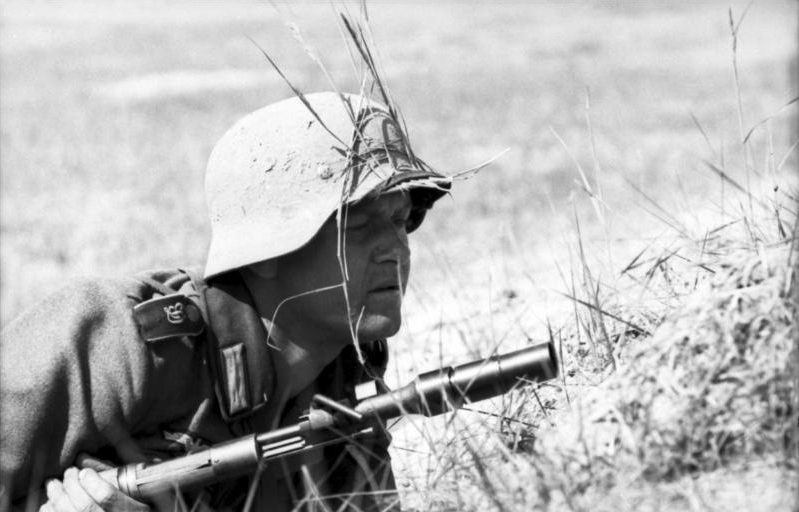

## البندقية قاذفة القنابل
للاستخدام المضاد للدبابات قام الألمان بإعادة زرع قنابل على البندقيات وخاصة على البندقية كار 98ك (Kar 98k) عند فوهتها واستخدموا آلة تسمى Schiessbecker التي توضع بجانب فوهة البندقية باستخدام آلة قفل، يوجد عدة أنواع من القنابل يمكن أن تطلق من هذه الآلة وهي مختلفة في الحجم وكمية المتفجرات المحمولة من القنبلة وكل الأنواع الممكن إطلاقها لا تتعدى مدى 200 م (219 ياردة).
و كانت هذه القنابل المقذوفة ذات تأثير غير فعال على أكثر الدبابات بعد سنة 1940 ولكن تم الحفاظ عليها لأنه ببساطة لم يكن تغييرها بأي نوع أفضل منها ولأن لها تأثير ثانوي ضد الأهداف الشخصية.

## المسدس القاذف للقنابل Kampfpistole
هي مسدس تطلق قنابل صغيرة، القنابل مكونة من شحنة مجوفة تستخدم ضد الدروع ولكنها كانت فقط 51 مم أو 2 إنش وتحتوي كميات ضئيلة من التي إن تي وأقصى مدى للقنبلة هو 90 م ولكن حتى لو أصابت المدرعة لم تكن لتفعل شيئا بها حتى أخف الدروع سماكة.
و هذا النظام المسمى Sturmpistole أصدر إلى جنود الجبهة الأمامية.

## وصلات خارجية
- http://www.youtube.com/watch?v=MmtJv8oSDYc